# 6 Heures de Watkins Glen 2017
Navigation
Édition précédente Édition suivante

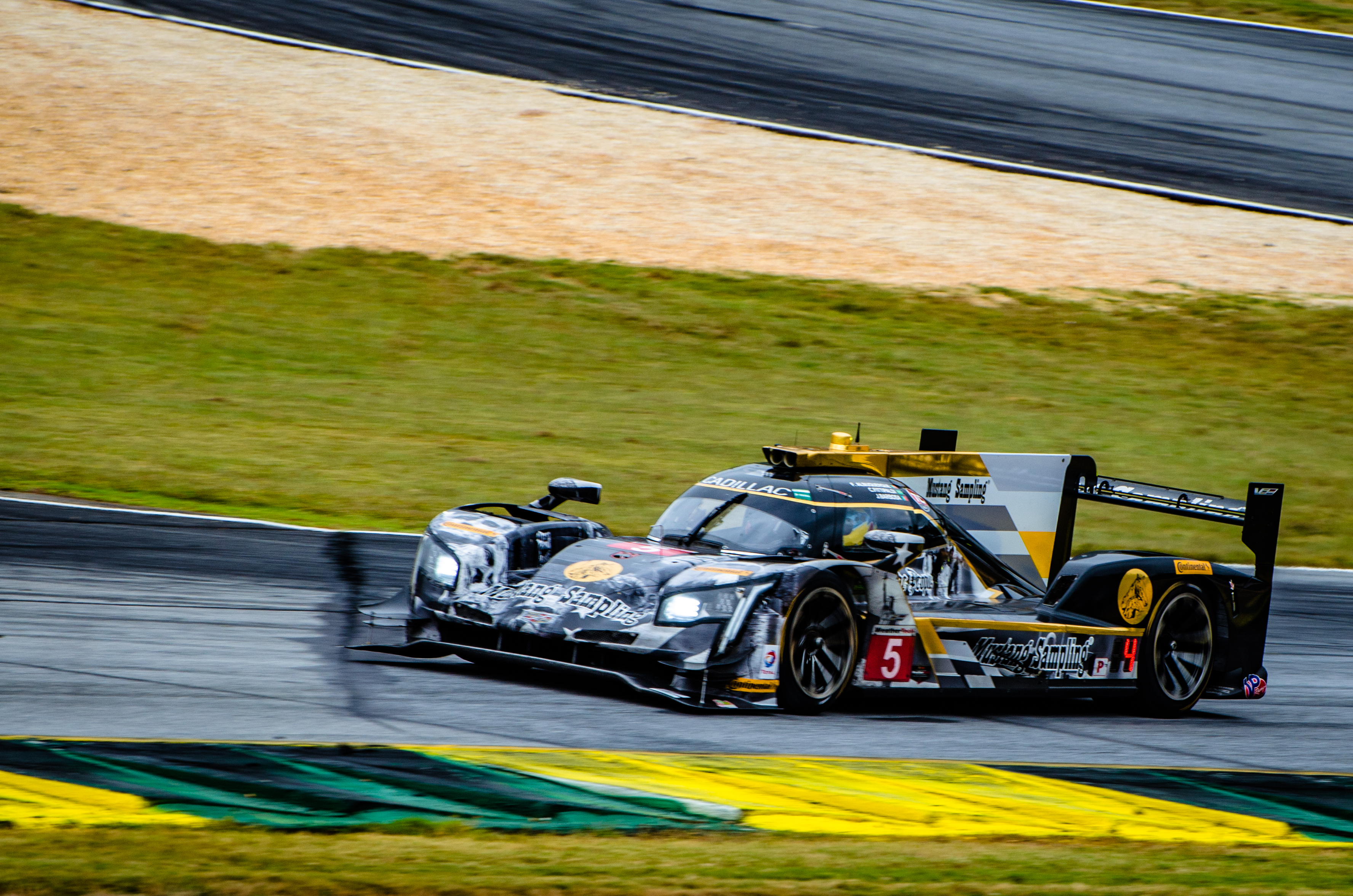
Mustang Cadillac DPi- V.R

La 67e édition des 6 Heures de Watkins Glen s'est déroulée du 29 juin 2017 au 2 juillet 2017. Il s'agissait de la sixième manche du championnat United SportsCar Championship 2017 et de la troisième manche de la mini série Coupe d'Endurance d'Amérique du Nord (ou CAEN).

À la suite de nombreux retournements de situation durant cette édition des 6 Heures de Watkins Glen, elle a été remportée par la Cadillac DPi-V.R no 5, pilotée par João Barbosa, Christian Fittipaldi et Filipe Albuquerque, qui était partie en troisième position. Il est a noter qu'il s'agit de la première victoire de la saison pour cette voiture.

## Engagés
La liste officielle des engagés était composée de 38 voitures, dont 10 en Prototype, 3 en Prototype Challenge, 8 en GTLM et 17 en GTD.

## Qualifications
| Pos. | Classe | No. | Équipe                                   | Voiture                 | Pilote                | Temps          | Grille |
| ---- | ------ | --- | ---------------------------------------- | ----------------------- | --------------------- | -------------- | ------ |
| 1    | P      | 2   | Tequila Patrón ESM                       | Nissan Onroak DPi       | Pipo Derani           | 1 min 34 s 405 | 1      |
| 2    | P      | 52  | PR1/Mathiasen Motorsports                | Ligier JS P217          | Olivier Pla           | 1 min 34 s 567 | 2      |
| 3    | P      | 5   | Mustang Sampling Racing                  | Cadillac DPi-V.R        | Christian Fittipaldi  | 1 min 35 s 306 | 3      |
| 4    | P      | 10  | Wayne Taylor Racing                      | Cadillac DPi-V.R        | Ricky Taylor          | 1 min 35 s 496 | 4      |
| 5    | P      | 22  | Tequila Patrón ESM                       | Nissan Onroak DPi       | Johannes van Overbeek | 1 min 35 s 637 | 5      |
| 6    | P      | 31  | Whelen Engineering Racing                | Cadillac DPi-V.R        | Eric Curran           | 1 min 36 s 103 | 6      |
| 7    | P      | 90  | VisitFlorida Racing                      | Riley Mk. 30            | Renger van der Zande  | 1 min 36 s 129 | 7      |
| 8    | P      | 85  | JDC Miller Motorsports                   | Oreca 07                | Mikhail Goikhberg     | 1 min 36 s 799 | 8      |
| 9    | P      | 55  | Mazda Motorsports                        | Mazda RT24-P            | Tristan Nunez         | 1 min 36 s 886 | 9      |
| 10   | P      | 70  | Mazda Motorsports                        | Mazda RT24-P            | Joel Miller           | 1 min 36 s 981 | 10     |
| 11   | PC     | 38  | Performance Tech Motorsports             | Oreca FLM09             | James French          | 1 min 40 s 049 | 11     |
| 12   | PC     | 20  | BAR1 Motorsports                         | Oreca FLM09             | Don Yount             | 1 min 42 s 125 | 12     |
| 13   | GTLM   | 66  | Ford Chip Ganassi Racing                 | Ford GT                 | Joey Hand             | 1 min 42 s 507 | 13     |
| 14   | GTLM   | 25  | BMW Team RLL                             | BMW M6 GTLM             | Alexander Sims        | 1 min 42 s 813 | 14     |
| 15   | GTLM   | 24  | BMW Team RLL                             | BMW M6 GTLM             | Martin Tomczyk        | 1 min 42 s 881 | 15     |
| 16   | GTLM   | 67  | Ford Chip Ganassi Racing                 | Ford GT                 | Richard Westbrook     | 1 min 42 s 884 | 16     |
| 17   | GTLM   | 911 | Porsche GT Team                          | Porsche 911 RSR         | Patrick Pilet         | 1 min 43 s 140 | 17     |
| 18   | GTLM   | 4   | Corvette Racing                          | Chevrolet Corvette C7.R | Tommy Milner          | 1 min 43 s 189 | 18     |
| 19   | GTLM   | 912 | Porsche GT Team                          | Porsche 911 RSR         | Laurens Vanthoor      | 1 min 43 s 192 | 19     |
| 20   | GTLM   | 3   | Corvette Racing                          | Chevrolet Corvette C7.R | Antonio García        | 1 min 43 s 243 | 20     |
| 21   | PC     | 26  | BAR1 Motorsports                         | Oreca FLM09             | Brian Alder           | 1 min 43 s 575 | 21     |
| 22   | GTD    | 93  | Michael Shank Racing with Curb-Agajanian | Acura NSX GT3           | Andy Lally            | 1 min 46 s 051 | 22     |
| 23   | GTD    | 57  | Stevenson Motorsports                    | Audi R8 LMS             | Lawson Aschenbach     | 1 min 46 s 271 | 23     |
| 24   | GTD    | 15  | 3GT Racing                               | Lexus RC F GT3          | Jack Hawksworth       | 1 min 46 s 724 | 24     |
| 25   | GTD    | 86  | Michael Shank Racing with Curb-Agajanian | Acura NSX GT3           | Jeff Segal            | 1 min 46 s 816 | 25     |
| 26   | GTD    | 27  | Dream Racing Motorsport                  | Lamborghini Huracán GT3 | Paolo Ruberti         | 1 min 47 s 490 | 26     |
| 27   | GTD    | 96  | Turner Motorsport                        | BMW M6 GT3              | Justin Marks          | 1 min 47 s 551 | 27     |
| 28   | GTD    | 16  | Change Racing                            | Lamborghini Huracán GT3 | Corey Lewis           | 1 min 47 s 774 | 28     |
| 29   | GTD    | 48  | Paul Miller Racing                       | Lamborghini Huracán GT3 | Madison Snow          | 1 min 47 s 826 | 29     |
| 30   | GTD    | 14  | 3GT Racing                               | Lexus RC F GT3          | Sage Karam            | 1 min 48 s 058 | 30     |
| 31   | GTD    | 63  | Scuderia Corsa                           | Ferrari 488 GT3         | Christina Nielsen     | 1 min 48 s 098 | 31     |
| 32   | GTD    | 33  | Riley Motorsports - Team AMG             | Mercedes-AMG GT3        | Ben Keating           | 1 min 48 s 282 | 32     |
| 33   | GTD    | 75  | SunEnergy1 Racing                        | Mercedes-AMG GT3        | Boris Said            | 1 min 48 s 778 | 33     |
| 34   | GTD    | 73  | Park Place Motorsports                   | Porsche 911 GT3 R       | Matthew McMurry       | 1 min 48 s 895 | 34     |
| 35   | GTD    | 28  | Alegra Motorsports                       | Porsche 911 GT3 R       | Michael de Quesada    | 1 min 49 s 131 | 35     |
| 36   | GTD    | 50  | Riley Motorsports - WeatherTech Racing   | Mercedes-AMG GT3        | Cooper MacNeil        | 1 min 49 s 879 | 36     |
| 37   | GTD    | 23  | Alex Job Racing                          | Audi R8 LMS             | Townsend Bell         | 1 min 50 s 647 | 37     |
| 38   | GTD    | 54  | CORE Autosport                           | Porsche 911 GT3 R       | Jon Bennett           | 1 min 50 s 973 | 38     |

## Résultats
Voici le classement officiel au terme de la course.
- Les vainqueurs de chaque catégorie sont signalés par un fond jauni.
- Pour la colonne Pneus, il faut passer le curseur au-dessus du modèle pour connaître le manufacturier de pneumatiques.

| Pos | Cat  | Pc | n°  | Équipe                                   | Pilotes                                              | Châssis                       | Pneus | Tours      |
| Pos | Cat  | Pc | n°  | Équipe                                   | Pilotes                                              | Moteur                        | Pneus | Tours      |
| --- | ---- | -- | --- | ---------------------------------------- | ---------------------------------------------------- | ----------------------------- | ----- | ---------- |
| 1   | P    | 1  | 5   | Whelen Engineering Racing                | João Barbosa Christian Fittipaldi Filipe Albuquerque | Cadillac DPi-V.R              | C     | 200        |
| 1   | P    | 1  | 5   | Whelen Engineering Racing                | João Barbosa Christian Fittipaldi Filipe Albuquerque | Cadillac 6.2 L V8             | C     | 200        |
| 2   | P    | 2  | 85  | JDC Miller Motorsports                   | Chris Miller Mikhail Goikhberg Stephen Simpson       | Oreca 07                      | C     | +1 s 183   |
| 2   | P    | 2  | 85  | JDC Miller Motorsports                   | Chris Miller Mikhail Goikhberg Stephen Simpson       | Gibson GK428 4.2 L V8         | C     | +1 s 183   |
| 3   | P    | 3  | 55  | Mazda Motorsports                        | Tristan Nunez Jonathan Bomarito Spencer Pigot        | Mazda RT24-P                  | C     | + 8 s 546  |
| 3   | P    | 3  | 55  | Mazda Motorsports                        | Tristan Nunez Jonathan Bomarito Spencer Pigot        | Mazda MZ-2.0T 2.0 L Turbo I4  | C     | + 8 s 546  |
| 4   | P    | 4  | 52  | PR1/Mathiasen Motorsports                | José Gutiérrez Olivier Pla                           | Ligier JS P217                | C     | + 17 s 583 |
| 4   | P    | 4  | 52  | PR1/Mathiasen Motorsports                | José Gutiérrez Olivier Pla                           | Gibson GK428 4.2 L V8         | C     | + 17 s 583 |
| 5   | P    | 5  | 90  | VisitFlorida Racing                      | Marc Goossens Renger van der Zandev                  | Riley Mk. 30                  | C     | + 2 tours  |
| 5   | P    | 5  | 90  | VisitFlorida Racing                      | Marc Goossens Renger van der Zandev                  | Gibson GK428 4.2 L V8         | C     | + 2 tours  |
| 6   | P    | 6  | 10  | Wayne Taylor Racing                      | Ricky Taylor Jordan Taylor                           | Cadillac DPi-V.R              | C     | + 3 tours  |
| 6   | P    | 6  | 10  | Wayne Taylor Racing                      | Ricky Taylor Jordan Taylor                           | Cadillac 6.2 L V8             | C     | + 3 tours  |
| 7   | PC   | 1  | 38  | Performance Tech Motorsports             | James French Patricio O'Ward Kyle Masson             | Oreca FLM09                   | C     | + 5 tours  |
| 7   | PC   | 1  | 38  | Performance Tech Motorsports             | James French Patricio O'Ward Kyle Masson             | Chevrolet 6.2 L V8            | C     | + 5 tours  |
| 8   | GTLM | 1  | 25  | BMW Team RLL                             | Bill Auberlen Alexander Sims                         | BMW M6 GTLM                   | M     | + 8 tours  |
| 8   | GTLM | 1  | 25  | BMW Team RLL                             | Bill Auberlen Alexander Sims                         | BMW 4.4 L Turbo V8            | M     | + 8 tours  |
| 9   | GTLM | 2  | 67  | Ford Chip Ganassi Racing                 | Ryan Briscoe Richard Westbrook                       | Ford GT                       | M     | + 8 tours  |
| 9   | GTLM | 2  | 67  | Ford Chip Ganassi Racing                 | Ryan Briscoe Richard Westbrook                       | Ford EcoBoost 3.5 L Turbo V6  | M     | + 8 tours  |
| 10  | GTLM | 3  | 3   | Corvette Racing                          | Jan Magnussen Antonio García                         | Chevrolet Corvette C7.R       | M     | + 8 tours  |
| 10  | GTLM | 3  | 3   | Corvette Racing                          | Jan Magnussen Antonio García                         | Chevrolet LT5.5 5.5 L V8      | M     | + 8 tours  |
| 11  | PC   | 2  | 20  | BAR1 Motorsports                         | Don Yount Buddy Rice Daniel Burkett (en)             | Oreca FLM09                   | C     | + 8 tours  |
| 11  | PC   | 2  | 20  | BAR1 Motorsports                         | Don Yount Buddy Rice Daniel Burkett (en)             | Chevrolet 6.2 L V8            | C     | + 8 tours  |
| 12  | GTLM | 4  | 66  | Ford Chip Ganassi Racing                 | Dirk Müller Joey Hand                                | Ford GT                       | M     | + 8 tours  |
| 12  | GTLM | 4  | 66  | Ford Chip Ganassi Racing                 | Dirk Müller Joey Hand                                | Ford EcoBoost 3.5 L Turbo V6  | M     | + 8 tours  |
| 13  | GTLM | 5  | 4   | Corvette Racing                          | Oliver Gavin Tommy Milner                            | Chevrolet Corvette C7.R       | M     | + 8 tours  |
| 13  | GTLM | 5  | 4   | Corvette Racing                          | Oliver Gavin Tommy Milner                            | Chevrolet LT5.5 5.5 L V8      | M     | + 8 tours  |
| 14  | GTLM | 6  | 912 | Porsche GT Team                          | Laurens Vanthoor Gianmaria Bruni                     | Porsche 911 RSR               | M     | + 8 tours  |
| 14  | GTLM | 6  | 912 | Porsche GT Team                          | Laurens Vanthoor Gianmaria Bruni                     | Porsche 4.0 L Flat-6          | M     | + 8 tours  |
| 15  | GTLM | 7  | 911 | Porsche GT Team                          | Patrick Pilet Dirk Werner                            | Porsche 911 RSR               | M     | + 9 tours  |
| 15  | GTLM | 7  | 911 | Porsche GT Team                          | Patrick Pilet Dirk Werner                            | Porsche 4.0 L Flat-6          | M     | + 9 tours  |
| 16  | GTD  | 1  | 93  | Michael Shank Racing with Curb-Agajanian | Andy Lally Katherine Legge                           | Acura NSX GT3                 | C     | + 13 tours |
| 16  | GTD  | 1  | 93  | Michael Shank Racing with Curb-Agajanian | Andy Lally Katherine Legge                           | Acura 3.5 L Turbo V6          | C     | + 13 tours |
| 17  | GTD  | 2  | 63  | Scuderia Corsa                           | Christina Nielsen Alessandro Balzan Matteo Cressoni  | Ferrari 488 GT3               | C     | + 13 tours |
| 17  | GTD  | 2  | 63  | Scuderia Corsa                           | Christina Nielsen Alessandro Balzan Matteo Cressoni  | Ferrari F154CB 3.9 L Turbo V8 | C     | + 13 tours |
| 18  | GTD  | 3  | 96  | Turner Motorsport                        | Justin Marks Jens Klingmann                          | BMW M6 GT3                    | C     | + 13 tours |
| 18  | GTD  | 3  | 96  | Turner Motorsport                        | Justin Marks Jens Klingmann                          | BMW 4.4 L Turbo V8            | C     | + 13 tours |
| 19  | GTD  | 4  | 50  | Riley Motorsports - WeatherTech Racing   | Cooper MacNeil Gunnar Jeannette Shane van Gisbergen  | Mercedes-AMG GT3              | C     | + 13 tours |
| 19  | GTD  | 4  | 50  | Riley Motorsports - WeatherTech Racing   | Cooper MacNeil Gunnar Jeannette Shane van Gisbergen  | Mercedes-AMG M159 6.2 L V8    | C     | + 13 tours |
| 20  | GTD  | 5  | 15  | 3GT Racing                               | Robert Alon Jack Hawksworth Austin Cindric           | Lexus RC F GT3                | C     | + 13 tours |
| 20  | GTD  | 5  | 15  | 3GT Racing                               | Robert Alon Jack Hawksworth Austin Cindric           | Lexus 5.0 L V8                | C     | + 13 tours |
| 21  | GTD  | 6  | 14  | 3GT Racing                               | Scott Pruett Sage Karam                              | Lexus RC F GT3                | C     | + 13 tours |
| 21  | GTD  | 6  | 14  | 3GT Racing                               | Scott Pruett Sage Karam                              | Lexus 5.0 L V8                | C     | + 13 tours |
| 22  | GTD  | 7  | 28  | Alegra Motorsports                       | Daniel Morad Michael de Quesada Michael Christensen  | Porsche 911 GT3 R             | C     | + 13 tours |
| 22  | GTD  | 7  | 28  | Alegra Motorsports                       | Daniel Morad Michael de Quesada Michael Christensen  | Porsche 4.0 L Flat-6          | C     | + 13 tours |
| 23  | GTD  | 8  | 73  | Park Place Motorsports                   | Patrick Lindsey Matthew McMurry                      | Porsche 911 GT3 R             | C     | + 13 tours |
| 23  | GTD  | 8  | 73  | Park Place Motorsports                   | Patrick Lindsey Matthew McMurry                      | Porsche 4.0 L Flat-6          | C     | + 13 tours |
| 24  | GTD  | 9  | 57  | Stevenson Motorsports                    | Lawson Aschenbach Andrew Davis                       | Audi R8 LMS                   | C     | + 14 tours |
| 24  | GTD  | 9  | 57  | Stevenson Motorsports                    | Lawson Aschenbach Andrew Davis                       | Audi 5.2 L V10                | C     | + 14 tours |
| 25  | GTD  | 10 | 33  | Riley Motorsports - Team AMG             | Ben Keating Jeroen Bleekemolen Mario Farnbacher      | Mercedes-AMG GT3              | C     | + 14 tours |
| 25  | GTD  | 10 | 33  | Riley Motorsports - Team AMG             | Ben Keating Jeroen Bleekemolen Mario Farnbacher      | Mercedes-AMG M159 6.2 L V8    | C     | + 14 tours |
| 26  | GTD  | 11 | 27  | Dream Racing Motorsport                  | Paolo Ruberti Cédric Sbirrazzuoli                    | Lamborghini Huracán GT3       | C     | + 14 tours |
| 26  | GTD  | 11 | 27  | Dream Racing Motorsport                  | Paolo Ruberti Cédric Sbirrazzuoli                    | Lamborghini 5.2 L V10         | C     | + 14 tours |
| 27  | GTD  | 12 | 48  | Paul Miller Racing                       | Bryan Sellers Madison Snow                           | Lamborghini Huracán GT3       | C     | + 14 tours |
| 27  | GTD  | 12 | 48  | Paul Miller Racing                       | Bryan Sellers Madison Snow                           | Lamborghini 5.2 L V10         | C     | + 14 tours |
| 28  | GTD  | 13 | 54  | CORE Autosport                           | Jon Bennett Colin Braun Niclas Jönsson               | Porsche 911 GT3 R             | C     | + 14 tours |
| 28  | GTD  | 13 | 54  | CORE Autosport                           | Jon Bennett Colin Braun Niclas Jönsson               | Porsche 4.0 L Flat-6          | C     | + 14 tours |
| 29  | GTD  | 14 | 23  | Alex Job Racing                          | Bill Sweedler Townsend Bell Frank Montecalvo         | Audi R8 LMS                   | C     | + 16 tours |
| 29  | GTD  | 14 | 23  | Alex Job Racing                          | Bill Sweedler Townsend Bell Frank Montecalvo         | Audi 5.2 L V10                | C     | + 16 tours |
| 30  | GTD  | 15 | 75  | SunEnergy1 Racing                        | Tristan Vautier Kenny Habul Boris Said               | Mercedes-AMG GT3              | C     | + 16 tours |
| 30  | GTD  | 15 | 75  | SunEnergy1 Racing                        | Tristan Vautier Kenny Habul Boris Said               | Mercedes-AMG M159 6.2 L V8    | C     | + 16 tours |
| 31  | P    | 12 | 2   | Tequila Patrón ESM                       | Scott Sharp Ryan Dalziel Pipo Derani                 | Nissan Onroak DPi             | C     | Abandon    |
| 31  | P    | 12 | 2   | Tequila Patrón ESM                       | Scott Sharp Ryan Dalziel Pipo Derani                 | Nissan 3.8 L Turbo V6         | C     | Abandon    |
| 32  | PC   | 3  | 26  | BAR1 Motorsports                         | Brian Alder Derek Jones Gustavo Yacamán              | Oreca FLM09                   | C     | + 24 tours |
| 32  | PC   | 3  | 26  | BAR1 Motorsports                         | Brian Alder Derek Jones Gustavo Yacamán              | Chevrolet 6.2 L V8            | C     | + 24 tours |
| 33  | GTD  | 16 | 86  | Michael Shank Racing with Curb-Agajanian | Jeff Segal Oswaldo Negri Jr.                         | Acura NSX GT3                 | C     | Abandon    |
| 33  | GTD  | 16 | 86  | Michael Shank Racing with Curb-Agajanian | Jeff Segal Oswaldo Negri Jr.                         | Acura 3.5 L Turbo V6          | C     | Abandon    |
| 34  | GTLM | 8  | 24  | BMW Team RLL                             | John Edwards Martin Tomczyk                          | BMW M6 GTLM                   | M     | Abandon    |
| 34  | GTLM | 8  | 24  | BMW Team RLL                             | John Edwards Martin Tomczyk                          | BMW 4.4 L Turbo V8            | M     | Abandon    |
| 35  | P    | 16 | 22  | Tequila Patrón ESM                       | Johannes van Overbeek Bruno Senna                    | Nissan Onroak DPi             | C     | Abandon    |
| 35  | P    | 16 | 22  | Tequila Patrón ESM                       | Johannes van Overbeek Bruno Senna                    | Nissan 3.8 L Turbo V6         | C     | Abandon    |
| 36  | GTD  | 17 | 16  | Change Racing                            | Brett Sandberg Jeroen Mul Corey Lewis                | Lamborghini Huracán GT3       | C     | Abandoin   |
| 36  | GTD  | 17 | 16  | Change Racing                            | Brett Sandberg Jeroen Mul Corey Lewis                | Lamborghini 5.2 L V10         | C     | Abandoin   |
| 37  | P    | 9  | 70  | Mazda Motorsports                        | Tom Long Joel Miller Marino Franchitti               | Mazda RT24-P                  | C     | Abandon    |
| 37  | P    | 9  | 70  | Mazda Motorsports                        | Tom Long Joel Miller Marino Franchitti               | Mazda MZ-2.0T 2.0 L Turbo I4  | C     | Abandon    |
| 38  | P    | 10 | 31  | Whelen Engineering Racing                | Dane Cameron Eric Curran Filipe Albuquerque          | Cadillac DPi-V.R              | C     | Abandon    |
| 38  | P    | 10 | 31  | Whelen Engineering Racing                | Dane Cameron Eric Curran Filipe Albuquerque          | Cadillac 6.2 L V8             | C     | Abandon    |